# Brad Anderson (auteur)
Pour les articles homonymes, voir Brad Anderson (homonymie) et Anderson.
Brad Anderson (né à Jamestown le 14 mai 1924, et mort le 30 août 2015 à The Woodlands), est un auteur de bande dessinée américain. Il est connu pour avoir créé en 1954 Marmaduke, série de dessins humoristiques qu'il a animée jusqu'à sa mort et qui a été adaptée au cinéma en 2010.

## Distinctions
- 1975 : Prix Inkpot
- 1979 : Prix de la National Cartoonists Society du dessin d'humour pour Marmaduke
- 2013 : Prix Milton Caniff, pour l'ensemble de son œuvre